# Lambert-Sigisbert Adam
Lambert-Sigisbert Adam (n. 10 octombrie 1700, Nancy, Ducatul Lorena – d. 12 mai 1759, Paris, Regatul Franței) a fost un sculptor francez, cunoscut ca Adam l’aîné (franceză Adam cel bătrân), pentru a-l distinge de cei doi frați ai săi, tot sculptori. Împreună cu fratele său, Nicolas Sébastien Adam, este creatorul celebrei Fântâni a lui Neptun din parcul de la Versailles. În special grupul central al Fântânii, reprezentând pe Neptun și Amfitrita, se distinge printr‑o impetuozitate a mișcărilor ce întrece chiar dinamismul din lucrările campionului sculpturii baroce care a fost Bernini. Compoziția în care figurează numeroase personaje în atitudini contorsionate, în plin efort fizic, este totuși în general armonioasă și lizibilă, în ciuda unor părți mai confuze. A avut o activitate prodigioasă cantitativ, fiind foarte apreciat de comanditari, care l‑au solicitat în mod copleșitor.